# Letzte Spur Berlin/Episodenliste
Diese Episodenliste enthält alle Episoden der deutschen Krimiserie Letzte Spur Berlin, sortiert nach der deutschen Erstausstrahlung. Die Fernsehserie umfasst 13 Staffeln mit 150 Episoden und 2 Specials.

## Übersicht
| Staffel  | Episodenanzahl | Erstausstrahlung ZDF | Erstausstrahlung ZDF | Erstausstrahlung ZDFneo | Erstausstrahlung ZDFneo |
| Staffel  | Episodenanzahl | Staffelpremiere      | Staffelfinale        | Staffelpremiere         | Staffelfinale           |
| -------- | -------------- | -------------------- | -------------------- | ----------------------- | ----------------------- |
| 1        | 6              | 20. April 2012       | 25. Mai 2012         | 25. April 2012          | 23. Mai 2012            |
| 2        | 12             | 5. April 2013        | 18. Oktober 2013     | 2. April 2013           | 16. Oktober 2013        |
| 3        | 12             | 7. März 2014         | 30. Mai 2014         | 5. März 2014            | 28. Mai 2014            |
| 4        | 12             | 10. April 2015       | 3. Juli 2015         | 7. April 2015           | 23. Juni 2015           |
| 5        | 11             | 26. Februar 2016     | 6. Mai 2016          | 23. Februar 2016        | 3. Mai 2016             |
| 6        | 12             | 3. März 2017         | 26. Mai 2017         | 11. Juli 2017           | 26. September 2017      |
| 7        | 12             | 23. Februar 2018     | 11. Mai 2018         | 18. Oktober 2018        | 6. Dezember 2018        |
| 8        | 12             | 1. März 2019         | 24. Mai 2019         | 12. September 2019      | 31. Oktober 2019        |
| 9        | 13             | 28. Februar 2020     | 29. Mai 2020         | –                       | –                       |
| 10       | 12             | 12. März 2021        | 4. Juni 2021         | –                       | –                       |
| Specials | 2              | 9. Oktober 2021      | 9. Oktober 2021      | –                       | –                       |
| 11       | 12             | 25. März 2022        | 17. Juni 2022        | –                       | –                       |
| 12       | 12             | 24. März 2023        | 16. Juni 2023        | –                       | –                       |
| 13       | 12             | 1. März 2024         | 24. Mai 2024         | –                       | –                       |

## Staffel 1
Die erste Staffel lief unter dem Titel Die letzte Spur.
| Nr. (ges.) | Nr. (St.) | Originaltitel        | Erstausstrahlung D                            | Regie           | Drehbuch                                |
| --- | --------- | -------------------- | --------------------------------------------- | --------------- | --------------------------------------- |
| 1 | 1         | Verantwortung        | 20. April 2012 (ZDF); 25. April 2012 (ZDFneo) | Judith Kennel   | Orkun Ertener, Sven Poser, André Georgi |
| Gastdarsteller: Annika Blendl, Barnaby Metschurat, Luise Helm, Nina Kronjäger, Dietrich Hollinderbäumer, Janine Aschersleben, Jessy Aschersleben |           |                      |                                               |                 |                                         |
| 2 | 2         | Reifeprüfung         | 25. April 2012 (ZDFneo); 27. April 2012 (ZDF) | Judith Kennel   | André Georgi                            |
| Gastdarsteller: Amelie Plaas-Link, Jevgenij Sitochin, Merlin Rose, Emilia Schüle, Fine Belger, Lissy Tempelhof, Dominik Bender, Max von Pufendorf, Julia Richter                                                                                    |           |                      |                                               |                 |                                         |
| 3 | 3         | Erlebensfall         | 2. Mai 2012 (ZDFneo); 4. Mai 2012 (ZDF)       | Filippos Tsitos | Jens Köster, Sven Poser                 |
| Gastdarsteller: Guido Broscheit, Fabian Busch, Florian Fitz, Marie Gruber, Ronald Kukulies, Lene Oderich, Lotte Ohm, Andreas Pietschmann, Carina N. Wiese, Lavinia Wilson, Ron Zohlen, Janine Aschersleben, Jessy Aschersleben                      |           |                      |                                               |                 |                                         |
| 4 | 4         | Entzugserscheinungen | 9. Mai 2012 (ZDFneo); 11. Mai 2012 (ZDF)      | Filippos Tsitos | Jens Köster, Sven Poser                 |
| Gastdarsteller: Annika Kuhl, Andreas Pietschmann, Max Hegewald, Carolyn Genzkow, Michael Krabbe, David Bunners, Anna Grisebach, Nastassja Hahn, Daniela Hoffmann, Ronald Kukulies, Lotte Ohm, Lene Oderich, Janine Aschersleben, Jessy Aschersleben |           |                      |                                               |                 |                                         |
| 5 | 5         | Verhängnis           | 16. Mai 2012 (ZDFneo); 18. Mai 2012 (ZDF)     | Andreas Herzog  | Andreas Brune, Sven Frauenhoff          |
| Gastdarsteller: Fjodor Olev, Lenn Kudrjawizki, Cosima Shaw, Peter Benedict, Dirk Borchardt, Oktay Özdemir, Inga Birkenfeld, Jorres Risse, Bruno Renne                                                                                               |           |                      |                                               |                 |                                         |
| 6 | 6         | Terrorist            | 23. Mai 2012 (ZDFneo); 25. Mai 2012 (ZDF)     | Andreas Herzog  | Florian Oeller, Orkun Ertener           |
| Gastdarsteller: Hans-Uwe Bauer, Lena Stolze, Susanne Lothar, Stephan Grossmann, Gerd Wameling, Adrian Topol |           |                      |                                               |                 |                                         |

## Staffel 2
| Nr. (ges.) | Nr. (St.) | Originaltitel       | Erstausstrahlung D                                    | Regie              | Drehbuch                              |
| --- | --------- | ------------------- | ----------------------------------------------------- | ------------------ | ------------------------------------- |
| 7 | 1         | Hoffnungsträger     | 2. April 2013 (ZDFneo); 5. April 2013 (ZDF)           | Andreas Senn       | Jens Köster, Sven Poser, André Georgi |
| Gastdarsteller: Lisa Maria Potthoff, Roman Knižka, Christina Große, Hannes Hellmann, Carol Schuler, Christoph Letkowski, Marc Rissmann, Jörg Pintsch, Tom Sommerlatte |           |                     |                                                       |                    |                                       |
| 8 | 2         | Ewige Dunkelheit    | 9. April 2013 (ZDFneo); 12. April 2013 (ZDF)          | Thomas Jahn        | Jens-Frederik Otto, Sven Poser        |
| Gastdarsteller: Pheline Roggan, Ruby O. Fee, Anian Zollner, Llewellyn Reichman, Clara Hallwachs, Axel Buchholz, Björn Bugri                                           |           |                     |                                                       |                    |                                       |
| 9 | 3         | Kontrollverlust     | 16. April 2013 (ZDFneo); 19. April 2013 (ZDF)         | Thomas Jahn        | Jens Köster                           |
| Gastdarsteller: Annika Ernst, Daniel Wiemer, Uwe Bohm, Ludwig Blochberger, Gitta Schweighöfer, Marlon Kittel, Constanze Behrends                                      |           |                     |                                                       |                    |                                       |
| 10 | 4         | Freundschaftsdienst | 23. April 2013 (ZDFneo); 26. April 2013 (ZDF)         | Andreas Senn       | Florian Oeller                        |
| Gastdarsteller: Charleen Deetz, Felix Vörtler, Sergej Moya, Clemens Schick, Jonas Nay, Andreas Leupold, Jörg Pose                                                     |           |                     |                                                       |                    |                                       |
| 11 | 5         | Zenit               | 30. April 2013 (ZDFneo); 3. Mai 2013 (ZDF)            | Thomas Jahn        | Sven Poser, André Georgi              |
| Gastdarsteller: Katrin Sass, Esther Zimmering, Aleksandar Jovanovic, Vinzenz Kiefer, Julia Hartmann, Antonio Wannek, Max Urlacher                                     |           |                     |                                                       |                    |                                       |
| 12 | 6         | Lebensbund          | 11. September 2013 (ZDFneo); 13. September 2013 (ZDF) | Peter Stauch       | Constanze Knoche, Leis Bagdach        |
| Gastdarsteller: Alice Dwyer, Max Woelky, Vladimir Burlakov, Ruth Reinecke, Cynthia Micas, Nicole Marischka, Peter Posniak                                             |           |                     |                                                       |                    |                                       |
| 13 | 7         | Abgetaucht          | 18. September 2013 (ZDFneo); 20. September 2013 (ZDF) | Peter Stauch       | Christoph Callenberg, Andreas Resch   |
| Gastdarsteller: Friederike Becht, Hendrik Duryn, Bernhard Schütz, Rick Okon                                                                                           |           |                     |                                                       |                    |                                       |
| 14 | 8         | Ungeliebt           | 25. September 2013 (ZDFneo); 27. September 2013 (ZDF) | Nicolai Rohde      | Sven Poser, Khyana el Bitar           |
| Gastdarsteller: Julia Hummer, Milena Dreissig, Maria Dragus, İdil Üner, Ralph Kretschmar                                                                              |           |                     |                                                       |                    |                                       |
| 15 | 9         | Schutzlos           | 2. Oktober 2013 (ZDFneo); 4. Oktober 2013 (ZDF)       | Peter Stauch       | Marianne Wendt, Christian Schiller    |
| Gastdarsteller: Silvia Medina, Jördis Triebel, Jörg Hartmann |           |                     |                                                       |                    |                                       |
| 16 | 10        | Heimatfront         | 9. Oktober 2013 (ZDFneo); 11. Oktober 2013 (ZDF)      | Felix Herzogenrath | André Georgi                          |
| Gastdarsteller: Franziska Weisz, Andreas Guenther, Imogen Kogge, Tim Wilde                                                                                            |           |                     |                                                       |                    |                                       |
| 17 | 11        | Wunschbild          | 9. Oktober 2013 (ZDFneo); 11. Oktober 2013 (ZDF)      | Nicolai Rohde      | Marianne Wendt, Christian Schiller    |
| Gastdarsteller: Nadeshda Brennicke, Oliver Stokowski, Max Hopp, Rolf Kanies                                                                                           |           |                     |                                                       |                    |                                       |
| 18 | 12        | Familienehre        | 16. Oktober 2013 (ZDFneo); 18. Oktober 2013 (ZDF)     | Felix Herzogenrath | André Georgi, Sven Poser              |
| Gastdarsteller: Pegah Ferydoni, Merab Ninidze, Sinja Dieks, Waldemar Kobus, Eric Bouwer, Mehdi Moinzadeh, Adrian Saidi, Lili Zahavi,                                  |           |                     |                                                       |                    |                                       |

## Staffel 3
| Nr. (ges.) | Nr. (St.) | Originaltitel | Erstausstrahlung D                            | Regie              | Drehbuch                                         |
| --- | --------- | ------------- | --------------------------------------------- | ------------------ | ------------------------------------------------ |
| 19 | 1         | Staatsfeindin | 5. März 2014 (ZDFneo); 7. März 2014 (ZDF)     | Felix Herzogenrath | André Georgi, Sven Poser                         |
| Gastdarsteller: Teresa Harder, Ernst Stötzner, Nadja Bobyleva, Hubertus Hartmann, Rosa Enskat                                                                         |           |               |                                               |                    |                                                  |
| 20 | 2         | Schattenengel | 12. März 2014 (ZDFneo); 14. März 2014 (ZDF)   | Felix Herzogenrath | Arne Nolting                                     |
| Gastdarsteller: Nele Mueller-Stöfen, Götz Schubert, Victoria Sordo, Pascal Lalo, Jacob Braune, Luise Weiß, Hans-Heinrich Hardt                                        |           |               |                                               |                    |                                                  |
| 21 | 3         | Obdachlos     | 19. März 2014 (ZDFneo); 21. März 2014 (ZDF)   | Felix Herzogenrath | Klaus Rohne                                      |
| Gastdarsteller: Devid Striesow, Steffi Kühnert, Oliver Urbanski, Arnd Klawitter, David Scheller, Jennipher Antoni, Karina Plachetka                                   |           |               |                                               |                    |                                                  |
| 22 | 4         | Herzblut      | 26. März 2014 (ZDFneo); 28. März 2014 (ZDF)   | Nicolai Rohde      | Sven Poser                                       |
| Gastdarsteller: Rainer Strecker, Anna Scheffel, Adrian Ernst |           |               |                                               |                    |                                                  |
| 23 | 5         | Machtspiele   | 2. April 2014 (ZDFneo); 4. April 2014 (ZDF)   | Nicolai Rohde      | Christian Schiller, Marianne Wendt               |
| Gastdarsteller: Jasmin Gerat, Simon Böer, Trystan Pütter, Enno Hesse, Alexander Scheer, Kathrin Kühnel, Horst Kotterba                                                |           |               |                                               |                    |                                                  |
| 24 | 6         | Heimweg       | 9. April 2014 (ZDFneo); 11. April 2014 (ZDF)  | Nicolai Rohde      | Henner Schulte-Holtey, John Gebhardt             |
| Gastdarsteller: Inka Friedrich, Henriette Confurius, Matthias Lier, Michael Baral, Hans Brückner, Marie Jecke                                                         |           |               |                                               |                    |                                                  |
| 25 | 7         | Hunger        | 23. April 2014 (ZDFneo); 25. April 2014 (ZDF) | Tom Zenker         | André Georgi, Christian Schiller, Marianne Wendt |
| Gastdarsteller: Lena Klenke, Margarita Broich, Robert Gallinowski, Sonja Bertram, Julika Jenkins, Basil Eidenbenz, Horst Kotterba                                     |           |               |                                               |                    |                                                  |
| 26 | 8         | Kokon         | 30. April 2014 (ZDFneo); 2. Mai 2014 (ZDF)    | Andreas Senn       | Sönke Lars Neuwöhner                             |
| Gastdarsteller: André Hennicke, Susanne-Marie Wrage, François Goeske, Hussi Kutlucan, Hubertus Hartmann, Judith Hoersch, Aram Arami                                   |           |               |                                               |                    |                                                  |
| 27 | 9         | Blendung      | 7. Mai 2014 (ZDFneo); 9. Mai 2014 (ZDF)       | Filippos Tsitos    | Christian Schiller, Marianne Wendt               |
| Gastdarsteller: Stefan Konarske, Angeline Anett Heilfort, Horst Kotterba, Benjamin Kramme, Patricia Meeden, Ulrich Brandhoff, Matthias Freihof                        |           |               |                                               |                    |                                                  |
| 28 | 10        | Alleingang    | 14. Mai 2014 (ZDFneo); 16. Mai 2014 (ZDF)     | Filippos Tsitos    | Sven Poser                                       |
| Gastdarsteller: Christian Näthe, Hansa Czypionka, Hubertus Hartmann, Anjorka Strechel, Jaron Löwenberg, Natascha Lawiszus                                             |           |               |                                               |                    |                                                  |
| 29 | 11        | Durchleuchtet | 21. Mai 2014 (ZDFneo); 23. Mai 2014 (ZDF)     | Thomas Nennstiel   | Sven Poser                                       |
| Gastdarsteller: Hubertus Hartmann, Ludwig Trepte, Marleen Lohse, Oliver Bootz, Simon Licht, Marcel Glauche                                                            |           |               |                                               |                    |                                                  |
| 30 | 12        | Sieben Leben  | 28. Mai 2014 (ZDFneo); 30. Mai 2014 (ZDF)     | Thomas Nennstiel   | Jens-Frederik Otto                               |
| Gastdarsteller: Hubertus Hartmann, Hans-Jochen Wagner, Leslie Malton, Jürgen Tarrach, Dennenesch Zoudé, Marc Benjamin Puch, Helena Siegmund-Schultze, Konstanze Dutzi |           |               |                                               |                    |                                                  |

## Staffel 4
| Nr. (ges.) | Nr. (St.) | Originaltitel  | Erstausstrahlung D                            | Regie          | Drehbuch                            |
| --- | --------- | -------------- | --------------------------------------------- | -------------- | ----------------------------------- |
| 31 | 1         | Monster (1)    | 7. April 2015 (ZDFneo); 10. April 2015 (ZDF)  | Josh Broecker  | Jens-Frederik Otto                  |
| Gastdarsteller: Peter Schneider, Susanna Simon, Judith Rosmair, Lukas Schust, Gesine Cukrowski, Max von Pufendorf, David Schütter, Sven Gielnik, Horst Kotterba, Christoph Grunert, Emma Drogunova, Jochen Nickel, Natascha Paulick |           |                |                                               |                |                                     |
| 32 | 2         | Monster (2)    | 14. April 2015 (ZDFneo); 17. April 2015 (ZDF) | Josh Broecker  | Jens-Frederik Otto                  |
| Gastdarsteller: Peter Schneider, Susanna Simon, Judith Rosmair, Emma Drogunova, Wolfgang Maria Bauer, Gesine Cukrowski |           |                |                                               |                |                                     |
| 33 | 3         | Ausgeträumt    | 21. April 2015 (ZDFneo); 24. April 2015 (ZDF) | Züli Aladağ    | Christian Schiller, Marianne Wendt  |
| Gastdarsteller: Horst Kotterba, Max von Pufendorf, Bernd Michael Lade, Lilli Fichtner, Jan Henrik Stahlberg, Tonio Arango, Mercedes Müller, Simon Käser                                                                             |           |                |                                               |                |                                     |
| 34 | 4         | Allesfresser   | 28. April 2015 (ZDFneo); 1. Mai 2015 (ZDF)    | Züli Aladag    | Leis Bagdach, Constanze Knoche      |
| Gastdarsteller: Gesine Cukrowski, Horst Kotterba, Max von Pufendorf, Floriane Daniel, Vincent Redetzki, Tino Mewes, Radoslaw Kaim, Lucie Heinze, Ben Blaskovic                                                                      |           |                |                                               |                |                                     |
| 35 | 5         | Vergessen      | 5. Mai 2015 (ZDFneo); 8. Mai 2015 (ZDF)       | Edzard Onneken | Andreas Resch, Christoph Callenberg |
| Gastdarsteller: Peter Fieseler, Pia Mechler, Anna Leena Duch, Max von Pufendorf, Mathias Harrebye-Brandt, Horst Kotterba, Mandy Rudski                                                                                              |           |                |                                               |                |                                     |
| 36 | 6         | Hochvirulent   | 12. Mai 2015 (ZDFneo); 15. Mai 2015 (ZDF)     | Edzard Onneken | Linus Foerster                      |
| Gastdarsteller: Gesine Cukrowski, Johannes Allmayer, Katrin Bühring, Winfried Peter Goos, Stephan Baumecker, Jale Arıkan |           |                |                                               |                |                                     |
| 37 | 7         | Abseitsfalle   | 19. Mai 2015 (ZDFneo); 22. Mai 2015 (ZDF)     | Edzard Onneken | Boris Dennulat                      |
| Gastdarsteller: Özay Fecht, Axel Pape, Lorna Ishema, Marina Senckel, Langston Uibel, Florence Kasumba, Guido Föhrweisser, Samia Dauenhauer, Rebecca Sleegers                                                                        |           |                |                                               |                |                                     |
| 38 | 8         | Sprachlos      | 26. Mai 2015 (ZDFneo); 29. Mai 2015 (ZDF)     | Florian Kern   | Christian Schiller, Marianne Wendt  |
| Gastdarsteller: Özay Fecht, Ercan Öczelik, Selen Savas, Natalia Rudziewicz, Lucas Prisor, Janina Stopper, Maximilian Grill, Jörn Hentschel                                                                                          |           |                |                                               |                |                                     |
| 39 | 9         | Fluchtversuch  | 2. Juni 2015 (ZDFneo); 5. Juni 2015 (ZDF)     | Florian Kern   | Daniel Douglas Wissmann             |
| Gastdarsteller: Özay Fecht, Ercan Öczelik, Selen Savas, Marie-Lou Sellem, Janosch Lencer, Julius Nitschkoff, Barbara Prakopenka, André Röhner, Werner Daehn                                                                         |           |                |                                               |                |                                     |
| 40 | 10        | Staatseigentum | 9. Juni 2015 (ZDFneo); 12. Juni 2015 (ZDF)    | Florian Kern   | Peter Petersen                      |
| Gastdarsteller: Gesine Cukrowski, Michael Mendl, Marina Krogull, Julia Brendler, Julian Weigend, Barbara Schnitzler, Torsten Michaelis                                                                                              |           |                |                                               |                |                                     |
| 41 | 11        | Verwandelt     | 16. Juni 2015 (ZDFneo); 19. Juni 2015 (ZDF)   | Maris Pfeiffer | Nils-Morten Osburg                  |
| Gastdarsteller: Selen Savas, Matthias Matschke, Alina Levshin, Bernd Stegemann, Uwe Dag Berlin, Patrick von Blume |           |                |                                               |                |                                     |
| 42 | 12        | Gefrierpunkt   | 23. Juni 2015 (ZDFneo); 3. Juli 2015 (ZDF)    | Maris Pfeiffer | Jens-Frederik Otto                  |
| Gastdarsteller: Max von Pufendorf, Kristian Achtsnith, André Röhner, Bibiana Beglau, Oli Bigalke, Lore Richter, Patrick Heinrich, Aylin Esener                                                                                      |           |                |                                               |                |                                     |

## Staffel 5
| Nr. (ges.) | Nr. (St.) | Originaltitel    | Erstausstrahlung D                                | Regie            | Drehbuch                                            |
| --- | --------- | ---------------- | ------------------------------------------------- | ---------------- | --------------------------------------------------- |
| 43 | 1         | Arbeitswut       | 23. Februar 2016 (ZDFneo); 26. Februar 2016 (ZDF) | Samira Radsi     | Christian Schiller, Marianne Wendt                  |
| Gastdarsteller: Jörg Schüttauf, Christina Kutschera, Lina Wendel, Claudia Geisler-Bading, Rainer Sellien, Pit Bukowski, Steffen Münster, Susanne Bormann                   |           |                  |                                                   |                  |                                                     |
| 44 | 2         | Liebeskind       | 1. März 2016 (ZDFneo); 4. März 2016 (ZDF)         | Samira Radsi     | Elke Hauck, Sven Poser                              |
| Gastdarsteller: Lea Draeger, Matthias Ziesing, Carolina Vera, Anna Brüggemann, Mike Hoffmann, Michaela Caspar                                                              |           |                  |                                                   |                  |                                                     |
| 45 | 3         | Klickzahlen      | 8. März 2016 (ZDFneo); 11. März 2016 (ZDF)        | Samira Radsi     | Linus Foerster                                      |
| Gastdarsteller: Tilman Pörzgen, Adrian Benjamin Moore, Alexander Beyer, Maria Simon                                                                                        |           |                  |                                                   |                  |                                                     |
| 46 | 4         | Gesetzeshüter    | 15. März 2016 (ZDFneo); 18. März 2016 (ZDF)       | Edzard Onneken   | Robert Hummel                                       |
| Gastdarsteller: Markus Gertken, Eva Blum, Sebastian Schneider, Serkan Cetinkaya, Alexander Hörbe, Marko Dyrlich                                                            |           |                  |                                                   |                  |                                                     |
| 47 | 5         | Fenster zum Hof  | 25. März 2016 (ZDF); 11. Oktober 2016 (ZDFneo)    | Christoph Stark  | Jens-Frederik Otto                                  |
| Gastdarsteller: Zsá Zsá Inci Bürkle, Niklas Kohrt, Burak Yiğit, Luise Berndt, Bernhard Conrad, Anian Zollner, Peter Davor, Oliver Bröcker, Victor Schefé, Gesine Cukrowski |           |                  |                                                   |                  |                                                     |
| 48 | 6         | Befreiungsschlag | 29. März 2016 (ZDFneo); 1. April 2016 (ZDF)       | Christoph Stark  | Sönke Lars Neuwöhner                                |
| Gastdarsteller: Gesine Cukrowski, Clelia Sarto, Norbert Stöß, Jessy Moravec, Karl Alexander Seidel, Peter Bulkowski, Heike Hanold-Lynch                                    |           |                  |                                                   |                  |                                                     |
| 49 | 7         | Verfolgt         | 5. April 2016 (ZDFneo); 8. April 2016 (ZDF)       | Edzard Onneken   | Christoph Callenberg, Andreas Resch, Marianne Wendt |
| Gastdarsteller: Julia Jäger, Klaus J. Behrendt, Ceci Chuh, Catherine Bode, Jan Pohl, Sanne Schnapp, Thomas Wittmann                                                        |           |                  |                                                   |                  |                                                     |
| 50 | 8         | Unantastbar      | 12. April 2016 (ZDFneo); 15. April 2016 (ZDF)     | Edzard Onneken   | Ron Markus                                          |
| Gastdarsteller: Martin Umbach, Lara-Isabelle Rentinck, Patrick Pinheiro |           |                  |                                                   |                  |                                                     |
| 51 | 9         | Sternenstaub     | 19. April 2016 (ZDFneo); 22. April 2016 (ZDF)     | Thomas Nennstiel | Silke Schwella                                      |
| Gastdarsteller: Lisa Bitter, Gabriel Raab, Alma Leiberg |           |                  |                                                   |                  |                                                     |
| 52 | 10        | Wespennest       | 26. April 2016 (ZDFneo); 29. April 2016 (ZDF)     | Thomas Nennstiel | Daniel Douglas Wissmann                             |
| Gastdarsteller: Johann von Bülow, Claudia Mehnert, Merle Collet |           |                  |                                                   |                  |                                                     |
| 53 | 11        | Vertrauter Feind | 3. Mai 2016 (ZDFneo); 6. Mai 2016 (ZDF)           | Thomas Nennstiel | Christian Schiller, Marianne Wendt                  |
| Gastdarsteller: Benjamin Sadler, Alma Leiberg, Renate Regel, Johannes Ahn, André Klöhn, Deborah Schneidermann, Lina Hüesker                                                |           |                  |                                                   |                  |                                                     |

## Staffel 6
| Nr. (ges.) | Nr. (St.) | Originaltitel   | Erstausstrahlung D                              | Regie           | Drehbuch                           |
| --- | --------- | --------------- | ----------------------------------------------- | --------------- | ---------------------------------- |
| 54 | 1         | Verbrannt       | 3. März 2017 (ZDF); 11. Juli 2017 (ZDFneo)      | Stefan Kornatz  | Jens-Frederik Otto                 |
| Gastdarsteller: Stipe Erceg, Henning Vogt, Michael Goldberg, Lisa Tomaschewsky, Alessija Lause, Sven Gerhardt                                                       |           |                 |                                                 |                 |                                    |
| 55 | 2         | Tauschgeschäft  | 10. März 2017 (ZDF); 18. Juli 2017 (ZDFneo)     | Stefan Kornatz  | Jens-Frederik Otto                 |
| Gastdarsteller: Stipe Erceg, Henning Vogt, Michael Goldberg, Lisa Tomaschewsky, Alessija Lause, Sven Gerhardt, Juri Winkler                                         |           |                 |                                                 |                 |                                    |
| 56 | 3         | Störfaktor      | 17. März 2017 (ZDF); 25. Juli 2017 (ZDFneo)     | Peter Ladkani   | Robert Hummel, Lorenz Stassen      |
| Gastdarsteller: Juri Winkler, Max Kupfer, Omar El-Saeidi, Lise Risom Olsen, Thomas Darchinger, Vincent Krüger, Joachim Nimtz                                        |           |                 |                                                 |                 |                                    |
| 57 | 4         | Überlebenstrieb | 24. März 2017 (ZDF); 1. August 2017 (ZDFneo)    | Peter Ladkani   | Elke Hauck, Sven Poser             |
| Gastdarsteller: Juri Winkler, Ulrike C. Tscharre, Uwe Preuss, Tessa Mittelstaedt, Christian Schmidt, Ulrike Bliefert, Hedda Erlebach                                |           |                 |                                                 |                 |                                    |
| 58 | 5         | Ehrenamt        | 31. März 2017 (ZDF); 8. August 2017 (ZDFneo)    | Peter Ladkani   | Robert Hummel                      |
| Gastdarsteller: Juri Winkler, Thure Riefenstein, Halima Ilter, Arnel Tači, Ercan Durmaz, Christine Döring, László I. Kish                                           |           |                 |                                                 |                 |                                    |
| 59 | 6         | Freispruch      | 7. April 2017 (ZDF); 15. August 2017 (ZDFneo)   | Stefan Kornatz  | Daniel Douglas Wissmann            |
| Gastdarsteller: Jonas Friedrich Leonhardi, Robert Alexander Baer, Annika Kuhl, Peter Knaack, Leonard Carow, Kida Khodr Ramadan                                      |           |                 |                                                 |                 |                                    |
| 60 | 7         | Existenzkampf   | 21. April 2017 (ZDF); 22. August 2017 (ZDFneo)  | Christoph Stark | Ron Markus, Stefan Dauck           |
| Gastdarsteller: Ulrike Krumbiegel, Ivan Shvedoff, Daniela Holtz, Niels Bruno Schmidt, Thomas Arnold, Cem-Ali Gültekin, Alexander Martschewski, Joachim Paul Assböck |           |                 |                                                 |                 |                                    |
| 61 | 8         | Lügengespinst   | 28. April 2017 (ZDF); 29. August 2017 (ZDFneo)  | Christoph Stark | Jens-Frederik Otto                 |
| Gastdarsteller: Ulrike Krumbiegel, Odine Johne, Andreas Nickl, Christina Hecke, Valeria Eisenbart, Agnes Lindström Bolmgren, Tom Keune                              |           |                 |                                                 |                 |                                    |
| 62 | 9         | Sheriff         | 5. Mai 2017 (ZDF); 5. September 2017 (ZDFneo)   | Christoph Stark | Klaus Wolfertstetter               |
| Gastdarsteller: Dirk Martens, Ivan Anderson, Tomas Sinclair Spencer, Gerdy Zint, Ludwig Simon, Christof Düro,                                                       |           |                 |                                                 |                 |                                    |
| 63 | 10        | Atemlos         | 12. Mai 2017 (ZDF); 12. September 2017 (ZDFneo) | Florian Kern    | Christian Schiller, Marianne Wendt |
| Gastdarsteller: Rick Okon, Cornelia Gröschel, Laura Maria Heid, Lukas Steltner, Harald Schrott, Rike Eckermann, Kristina Kostiv                                     |           |                 |                                                 |                 |                                    |
| 64 | 11        | Liebesreigen    | 19. Mai 2017 (ZDF); 19. September 2017 (ZDFneo) | Florian Kern    | Ulrike Molsen                      |
| Gastdarsteller: Gesine Cukrowski, Birte Glang, Muriel Baumeister, Martin Glade, Lukas Miko, Holger Daemgen                                                          |           |                 |                                                 |                 |                                    |
| 65 | 12        | Gottesurteil    | 26. Mai 2017 (ZDF); 26. September 2017 (ZDFneo) | Florian Kern    | Christian Schiller, Marianne Wendt |
| Gastdarsteller: Gesine Cukrowski, Sven Gielnik, Rick Okon, Emilia Bernsdorf, Alexander Wolf                                                                         |           |                 |                                                 |                 |                                    |

## Staffel 7
| Nr. (ges.) | Nr. (St.) | Originaltitel   | Erstausstrahlung D                                | Regie            | Drehbuch                                         |
| --- | --------- | --------------- | ------------------------------------------------- | ---------------- | ------------------------------------------------ |
| 66 | 1         | Mordslust       | 23. Februar 2018 (ZDF); 18. Oktober 2018 (ZDFneo) | Christoph Stark  | Marianne Wendt, Christian Schiller               |
| Gastdarsteller: Alma Leiberg, Kim Riedle, Pierre Kiwitt, Leonie Rainer, Juri Winkler, Thomas Morris, Deborah Schneidermann                               |           |                 |                                                   |                  |                                                  |
| 67 | 2         | Unvergessen     | 2. März 2018 (ZDF); 18. Oktober 2018 (ZDFneo)     | Christoph Stark  | Marianne Wendt, Christian Schiller               |
| Gastdarsteller: Cornelius Schwalm, Christina Große, Antonia Bill, Anja Taschenberg, Alexander Becht, Paul Lux, Josefine Keller                           |           |                 |                                                   |                  |                                                  |
| 68 | 3         | Kinderspiel     | 9. März 2018 (ZDF); 25. Oktober 2018 (ZDFneo)     | Christoph Stark  | Silke Schwella                                   |
| Gastdarsteller: Anton Rubtsov, Adina Vetter, Klara Deutschmann, Kai Ivo Baulitz, Cristin König, Andreas Schröders, Nino Kutschbach                       |           |                 |                                                   |                  |                                                  |
| 69 | 4         | Entgleist       | 16. März 2018 (ZDF); 25. Oktober 2018 (ZDFneo)    | Josh Broecker    | Jens Urban, Christian Schiller, Marianne Wendt   |
| Gastdarsteller: Hannes Wegener, Isabell Gerschke, Urs Jucker, Robert Nickisch, Anna König, Taneshia Abt, Sammy Scheuritzel                               |           |                 |                                                   |                  |                                                  |
| 70 | 5         | Liebesverrat    | 23. März 2018 (ZDF); 1. November 2018 (ZDFneo)    | Josh Broecker    | Melanie Brügel                                   |
| Gastdarsteller: Tom Böttcher, Felix Kramer, Deborah Kaufmann, Antje Widdra, Sinje Irslinger, Matthias Brenner, Taneshia Abt                              |           |                 |                                                   |                  |                                                  |
| 71 | 6         | Lebensretterin  | 23. März 2018 (ZDF); 1. November 2018 (ZDFneo)    | Josh Broecker    | Robert Hummel                                    |
| Gastdarsteller: Svenja Jung, Vinzenz Kiefer, Eugene Boateng, Dennis Mojen, Paul Herwig, Taneshia Abt                                                     |           |                 |                                                   |                  |                                                  |
| 72 | 7         | Schöner wohnen  | 6. April 2018 (ZDF); 15. November 2018 (ZDFneo)   | Florian Kern     | Oliver Pankutz, Katja Zimmermann                 |
| Gastdarsteller: Maya Bothe, Roland Bonjour, Inez Bjørg David, Felix von Manteuffel, Barnaby Metschurat, Sven Gielnik, Gesine Cukrowski, Arne Wichert     |           |                 |                                                   |                  |                                                  |
| 73 | 8         | Schattenpolitik | 13. April 2018 (ZDF); 15. November 2018 (ZDFneo)  | Florian Kern     | Elke Hauck, Sven Poser                           |
| Gastdarsteller: Nadeshda Brennicke, Robert Schupp, Paul Frielinghaus, Jacqueline Macaulay, Roman Schomburg, Anton Spieker, Sven Gielnik, Jana Reinermann |           |                 |                                                   |                  |                                                  |
| 74 | 9         | Schutzengel     | 20. April 2018 (ZDF); 29. November 2018 (ZDFneo)  | Florian Kern     | Carsten Unger, Ron Markus                        |
| Gastdarsteller: Anne Ratte-Polle, Katharina Heyer, Oliver Stritzel, Stephan Luca, Christian Koerner, Sven Gielnik, Gesine Cukrowski, Cai Cohrs           |           |                 |                                                   |                  |                                                  |
| 75 | 10        | Verspielt       | 27. April 2018 (ZDF); 29. November 2018 (ZDFneo)  | Thomas Nennstiel | Felicitas Korn, Oliver Pankutz, Katja Zimmermann |
| Gastdarsteller: Franziska Junge, Michael Rast, Marija Mauer, Gizem Emre, Matti Schmidt-Schaller, Andreas Lust, Oli Bigalke, Marc Barthel                 |           |                 |                                                   |                  |                                                  |
| 76 | 11        | Dämonen         | 4. Mai 2018 (ZDF); 6. Dezember 2018 (ZDFneo)      | Thomas Nennstiel | Klaus Arriens, Thomas Wilke                      |
| Gastdarsteller: Cornelia Ivancan, Meike Droste, Josef Heynert, Sebastian Hülk, Stephan Grossmann, Tim Kalkhof, Andreas Lust, Sophie Bogdan               |           |                 |                                                   |                  |                                                  |
| 77 | 12        | Küchenschlacht  | 11. Mai 2018 (ZDF); 6. Dezember 2018 (ZDFneo)     | Thomas Nennstiel | Robert Hummel                                    |
| Gastdarsteller: Bettina Zimmermann, Steffen Groth, Kai Lentrodt, Kristin Alia Hunold, Isabelle Redfern, Aleksandar Tesla, Andreas Lust                   |           |                 |                                                   |                  |                                                  |

## Staffel 8
| Nr. (ges.) | Nr. (St.) | Originaltitel               | Erstausstrahlung D                               | Regie             | Drehbuch                               |
| --- | --------- | --------------------------- | ------------------------------------------------ | ----------------- | -------------------------------------- |
| 78 | 1         | Sommersonnenwende (90 min.) | 1. März 2019 (ZDF); 12. September 2019 (ZDFneo)  | Josh Broecker     | Christian Schiller, Marianne Wendt     |
| Gastdarsteller: Martin Brambach, Valerie Koch, Isabel Schosnig, Nina Franoszek, Eugen Knecht, Cosima Lehninger, Tobias Schenke, Sascha Göpel, Julia Hartmann, Jon Kiriac, Daria Monciu, Andreas Lust, Jarno Nestler |           |                             |                                                  |                   |                                        |
| 79 | 2         | Unmündig                    | 8. März 2019 (ZDF); 19. September 2019 (ZDFneo)  | Sabine Derflinger | Lagerfeuer Writers’ Room, Stephan Falk |
| Gastdarsteller: Andreas Lust, Anna Thalbach, Nellie Thalbach, Juliana Götze, Oliver Korittke, Lioba Breitsprecher, Johannes Franke                                                                                  |           |                             |                                                  |                   |                                        |
| 80 | 3         | Bonuszahlung                | 15. März 2019 (ZDF); 19. September 2019 (ZDFneo) | Sabine Derflinger | Linus Foerster                         |
| Gastdarsteller: Thomas Heinze, Birge Schade, Michelle Barthel, Matthias Bundschuh, Wolfgang Boos, Hugo Grimm, Christian Fischer, Andreas Lust                                                                       |           |                             |                                                  |                   |                                        |
| 81 | 4         | Sternenkind                 | 22. März 2019 (ZDF); 26. September 2019 (ZDFneo) | Sabine Derflinger | Luci van Org                           |
| Gastdarsteller: Andreas Lust, Robert Stadlober, Sanne Schnapp, Wolfgang S. Zechmayer, Adriana Altaras, Judith von Radetzky, Sarah Bauerett                                                                          |           |                             |                                                  |                   |                                        |
| 82 | 5         | Übergang                    | 29. März 2019 (ZDF); 26. September 2019 (ZDFneo) | Peter Ladkani     | Silke Schwella                         |
| Gastdarsteller: Richard Sammel, Franziska Petri, Alessandro Schuster, Kim Riedle, Michael Schiller, Aniya Wendel, Johanna Klante, Johannes Hendrik Langer                                                           |           |                             |                                                  |                   |                                        |
| 83 | 6         | Freigang                    | 5. April 2019 (ZDF); 10. Oktober 2019 (ZDFneo)   | Peter Ladkani     | Klaus Wolfertstetter                   |
| Gastdarsteller: Johannes Hendrik Langer, Ercan Karacay, Adrian Topol, Steffen Wink, Bettina Hoppe, Nele Rosetz, Anna Baranowska, Wolfgang Lindner, Johanna Klante, Lea Drinda                                       |           |                             |                                                  |                   |                                        |
| 84 | 7         | Dilemma                     | 12. April 2019 (ZDF); 10. Oktober 2019 (ZDFneo)  | Peter Ladkani     | Elke Hauck, Sven Poser                 |
| Gastdarsteller: Torben Liebrecht, Johanna Klante, Timur Bartels, Lea Drinda, Katharina Spiering, Paula Hartmann |           |                             |                                                  |                   |                                        |
| 85 | 8         | Uniformträger               | 26. April 2019 (ZDF); 17. Oktober 2019 (ZDFneo)  | Christoph Stark   | Robert Hummel                          |
| Gastdarsteller: Golo Euler, Sesede Terziyan, Andreas Hoppe, Sammy Scheuritzel, Johannes Hendrik Langer, Matthias Komm, Julia Blankenburg                                                                            |           |                             |                                                  |                   |                                        |
| 86 | 9         | Happy Birthday              | 3. Mai 2019 (ZDF); 17. Oktober 2019 (ZDFneo)     | Christoph Stark   | Oliver Panutz, Katja Zimmermann        |
| Gastdarsteller: Claudia Eisinger, Julia-Maria Köhler, Constanze Wächter, İlknur Boyraz, Knut Berger, Johannes Hendrik Langer, Katrin Wichmann, Knud Riepen                                                          |           |                             |                                                  |                   |                                        |
| 87 | 10        | Todesspiel                  | 10. Mai 2019 (ZDF); 24. Oktober 2019 (ZDFneo)    | Christoph Stark   | Jens-Frederik Otto                     |
| Gastdarsteller: Nina Kaiser, Oskar Belton, Nina Herzberg, Beat Marti, Johannes Hendrik Langer, Elisabeth Baulitz, Lina Keller                                                                                       |           |                             |                                                  |                   |                                        |
| 88 | 11        | Familienbande               | 17. Mai 2019 (ZDF); 24. Oktober 2019 (ZDFneo)    | Martina Plura     | Nina Vukovic, Robert Hummel            |
| Gastdarsteller: Anja Schneider, Thomas Dannemann, Lara Feith, Irene Rindje, Maximilian Pekrul, Johannes Hendrik Langer                                                                                              |           |                             |                                                  |                   |                                        |
| 89 | 12        | Vatergefühle                | 24. Mai 2019 (ZDF); 31. Oktober 2019 (ZDFneo)    | Martina Plura     | Luci van Org                           |
| Gastdarsteller: Kristin Suckow, Béla Gabor Lenz, Anton Rattinger, Justus Carrière, Valentino Dalle Mura, Fabian Gerhardt, Johannes Hendrik Langer                                                                   |           |                             |                                                  |                   |                                        |

## Staffel 9
| Nr. (ges.) | Nr. (St.) | Originaltitel | Erstausstrahlung D | Regie             | Drehbuch                                          |
| --- | --------- | ------------- | ------------------ | ----------------- | ------------------------------------------------- |
| 90 | 1         | Alibi         | 28. Feb. 2020      | Käthe Niemeyer    | Elke Hauck, Sven Poser                            |
| Gastdarsteller: Paula Kalenberg, Hanns Zischler, Nina Kronjäger, Kai Maertens, Karoline Teska, Christian Natter, Gotthard Lange, Tina Engel, Camill Jammal                                 |           |               |                    |                   |                                                   |
| 91 | 2         | Amöbenliebe   | 6. März 2020       | Käthe Niemeyer    | Boris Dennulat                                    |
| Gastdarsteller: Eva Bay, Peter Becker, Robert Kuchenbuch, Anna Herrmann, Ben Bela Böhm, Julika Jenkins, Hanns Zischler, Tina Engel, Greta Bohacek                                          |           |               |                    |                   |                                                   |
| 92 | 3         | Memory        | 13. März 2020      | Käthe Niemeyer    | Christian Schiller, Marianne Wendt, Robert Hummel |
| Gastdarsteller: Tina Engel, Hanns Zischler, Julika Jenkins, Leopold Hornung, Effi Rabsilber, Nell Sophia Korthals, Talin Bartholomäus, Sebastian Schneider, Elena Carlotta Paniagua Türich |           |               |                    |                   |                                                   |
| 93 | 4         | Anrufe        | 20. März 2020      | Marcus Weiler     | Klaus Wolfertstetter                              |
| Gastdarsteller: Eva Mattes, Masha Tokareva, Jörg Steinberg, Ole Eisfeld, Anton Weil, Judith Neumann, Thomas Scharff                                                                        |           |               |                    |                   |                                                   |
| 94 | 5         | Nächstenliebe | 27. März 2020      | Marcus Weiler     | Stefanie Fies                                     |
| Gastdarsteller: Jarno Nestler, Omar Akbar, Paula Kroh, Hadi Khanjanpour, Bruno F. Apitz, Samuel Hummel, Leonidas Levy Friedländer                                                          |           |               |                    |                   |                                                   |
| 95 | 6         | Filippas Welt | 3. Apr. 2020       | Marcus Weiler     | Oliver Pankutz, Katja Zimmermann                  |
| Gastdarsteller: Jarno Nestler, Ella Lee, Moritz Führmann, Cosima Henman, Ludger Bökelmann, Susanne Böwe, Katja Sallay                                                                      |           |               |                    |                   |                                                   |
| 96 | 7         | Herzdame      | 17. Apr. 2020      | Aelrun Goette     | Jürgen Kehrer, Sandra Lüpkes                      |
| Gastdarsteller: Katharina Nesytowa, Anne Haug, Natalia Bobyleva, Konstantin Frank, Wladimir Tarasjanz, Andruscha Hilscher, Esther Esche, Roland Wolf                                       |           |               |                    |                   |                                                   |
| 97 | 8         | Urvertrauen   | 24. Apr. 2020      | Sabine Derflinger | Ulrike Molsen, Jens Schäfer                       |
| Gastdarsteller: Esther Esche, Aaron Karl, Livia Matthes, Franziska Walser, Axel Wandtke, Katrin Heß, Bertram Maxim Gärtner, Luis August Kurecki, Fritz Röhl                                |           |               |                    |                   |                                                   |
| 98 | 9         | Taufpatin     | 1. Mai 2020        | Aelrun Goette     | Tomasz E. Rudzik                                  |
| Gastdarsteller: Elina Vildanova, Violetta Schurawlow, Max Hegewald, Helene Grass, Christian Kuchenbuch, Nicole Urbanek                                                                     |           |               |                    |                   |                                                   |
| 99 | 10        | Geist         | 8. Mai 2020        | Sabine Derflinger | Daniel Douglas Wissmann                           |
| Gastdarsteller: Florian Lukas, Franziska Wulf, Matthias Kelle, Julia Becker, Thilo Prothmann, Hans Peter Hallwachs, Stephan Kampwirth, Sheri Hagen, Anton Messerschmidt                    |           |               |                    |                   |                                                   |
| 100 | 11        | Blutsbande    | 15. Mai 2020       | Peter Ladkani     | Kris Karathomas, Oliver Pankutz, Katja Zimmermann |
| Gastdarsteller: Stephan Kampwirth, Stefanie Stappenbeck, Christoph Bach, Tijan Marei, Lena Baader, Anna Böttcher, Stefan Rudolf, Sheri Hagen, Hans Peter Hallwachs                         |           |               |                    |                   |                                                   |
| 101 | 12        | Schuld        | 22. Mai 2020       | Peter Ladkani     | Etienne Heimann                                   |
| Gastdarsteller: Stephan Kampwirth, Johannes Brandrup, Lars Rudolph, Patricia Aulitzky |           |               |                    |                   |                                                   |
| 102 | 13        | Klassenkampf  | 29. Mai 2020       | Peter Ladkani     | Robert Hummel                                     |
| Gastdarsteller: Stephan Kampwirth, Anne-Marie Waldeck, Rafael Gareisen, Lena Meckel, Jaime Krsto Ferkic, Minh-Khai Phan-Thi, Winnie Böwe                                                   |           |               |                    |                   |                                                   |

## Staffel 10
| Nr. (ges.) | Nr. (St.) | Originaltitel     | Erstausstrahlung D | Regie         | Drehbuch                         |
| --- | --------- | ----------------- | ------------------ | ------------- | -------------------------------- |
| 103 | 1         | Tag X (1)         | 12. März 2021      | Florian Kern  | Jens-Frederik Otto               |
| Gastdarsteller: Steve Windolf, Alexander Held, Bea Brocks, Stephan Kampwirth, Jan Dose, Ilja Roßbander, David A. Hamade, Yasemin Cetinkaya, Marko Dyrlich                                |           |                   |                    |               |                                  |
| 104 | 2         | Tag X (2)         | 19. März 2021      | Florian Kern  | Jens-Frederik Otto               |
| Gastdarsteller: Stephan Kampwirth, Steve Windolf, Alexander Held, Bea Brocks, Ilja Roßbander, David A. Hamade, Jan Dose, Marko Dyrlich, Michael Starkl, Theresa Tripp, Yasemin Cetinkaya |           |                   |                    |               |                                  |
| 105 | 3         | Rückkehr          | 26. März 2021      | Florian Kern  | Kai Gero Lenke                   |
| Gastdarsteller: Rike Schmid, Kathleen Morgeneyer, Jürg Plüss, Julius Gause, Maximilian Dirr, Dena Abay                                                                                   |           |                   |                    |               |                                  |
| 106 | 4         | Am seidenen Faden | 9. Apr. 2021       | Uwe Janson    | Jan Ricken, Roderick Warich      |
| 107 | 5         | Verbaut           | 16. Apr. 2021      | Uwe Janson    | Tomasz E. Rudzik                 |
| 108 | 6         | Heckenkrieg       | 23. Apr. 2021      | Uwe Janson    | Jürgen Kehrer, Sandra Lüpkes     |
| 109 | 7         | Kleine Blume      | 30. Apr. 2021      | Peter Ladkani | Daniel Douglas Wissmann          |
| 110 | 8         | Nähe              | 7. Mai 2021        | Peter Ladkani | Etienne Heimann                  |
| 111 | 9         | Weißer Wahn       | 14. Mai 2021       | Peter Ladkani | Robert Hummel                    |
| 112 | 10        | Fehlgutachten     | 21. Mai 2021       | Martina Plura | Jan Ricken, Roderick Warich      |
| 113 | 11        | Klimaangst        | 28. Mai 2021       | Martina Plura | Oliver Pankutz, Katja Zimmermann |
| 114 | 12        | Sorgenkind        | 4. Juni 2021       | Martina Plura | Silke Schwella                   |

## Staffel 11
| Nr. (ges.) | Nr. (St.) | Originaltitel           | Erstausstrahlung D | Regie            | Drehbuch                           |
| ---------- | --------- | ----------------------- | ------------------ | ---------------- | ---------------------------------- |
| 115        | 1         | Große Pläne             | 25. März 2022      | Peter Ladkani    | Peer Klehmet, Klaus Wolfertstetter |
| 116        | 2         | Spurlos über Bord       | 1. Apr. 2022       | Peter Ladkani    | Stephan Falk, Norbert Anspann      |
| 117        | 3         | Recht und Gerechtigkeit | 8. Apr. 2022       | Peter Ladkani    | Robert Hummel                      |
| 118        | 4         | Doomsday                | 22. Apr. 2022      | Josh Broecker    | Luci van Org                       |
| 119        | 5         | Am Ende der Wut         | 29. Apr. 2022      | Josh Broecker    | Carmen Nascetti                    |
| 120        | 6         | Heimsuchung             | 6. Mai 2022        | Josh Broecker    | Boris Dennulat                     |
| 121        | 7         | Rosalie                 | 13. Mai 2022       | Bettina Braun    | Stefanie Fies                      |
| 122        | 8         | Hundeleben              | 20. Mai 2022       | Bettina Braun    | Nadine Schweigardt                 |
| 123        | 9         | Fremdes Herz            | 27. Mai 2022       | Bettina Braun    | Krystof Hybl, Anne Katrin Mascher, |
| 124        | 10        | Geschwisterliebe        | 3. Juni 2022       | Thomas Nennstiel | Daniel Douglas Wissmann            |
| 125        | 11        | Straßenkinder           | 10. Juni 2022      | Thomas Nennstiel | Alexander Seibt                    |
| 126        | 12        | Der Tänzer              | 17. Juni 2022      | Thomas Nennstiel | Peer Klehmet, Klaus Wolfertstetter |

## Staffel 12
| Nr. (ges.) | Nr. (St.) | Originaltitel    | Erstausstrahlung D | Regie                  | Drehbuch                                         |
| ---------- | --------- | ---------------- | ------------------ | ---------------------- | ------------------------------------------------ |
| 127        | 1         | Todesangst       | 24. März 2023      | Bettina Braun          | Etienne Heimann                                  |
| 128        | 2         | Volles Risiko    | 31. März 2023      | Bettina Braun          | Jan Ricken, Roderick Warich                      |
| 129        | 3         | Aufsteigerin     | 14. Apr. 2023      | Bettina Braun          | Jessica Hölzl, Maximilian Kaufmann               |
| 130        | 4         | Sehnsucht        | 21. Apr. 2023      | Verena Sülbiye Freytag | Robert Hummel, Stefanie Fies                     |
| 131        | 5         | Vogelfrei        | 28. Apr. 2022      | Verena Sülbiye Freytag | Oliver Pankutz, Katja Zimmermann                 |
| 132        | 6         | Padam!           | 5. Mai 2023        | Verena Sülbiye Freytag | Alexander Seibt, Stefanie Fies                   |
| 133        | 7         | Der Wanderer     | 12. Mai 2023       | Peter Ladkani          | Daniel Douglas Wissmann                          |
| 134        | 8         | Sixpack          | 19. Mai 2023       | Peter Ladkani          | Luci van Org                                     |
| 135        | 9         | Verfehlte Liebe  | 26. Mai 2023       | Peter Ladkani          | Etienne Heimann                                  |
| 136        | 10        | Nur eine Sekunde | 2. Juni 2023       | Florian Kern           | Krystof Hybl, Anne Katrin Mascher, Stefanie Fies |
| 137        | 11        | Unentschieden    | 9. Juni 2023       | Florian Kern           | Thomas Schwank, Stefanie Fies                    |
| 138        | 12        | Vorahnung        | 16. Juni 2023      | Florian Kern           | Jens-Frederik Otto, Stefanie Fies                |

## Staffel 13
| Nr. (ges.) | Nr. (St.) | Originaltitel      | Erstausstrahlung D | Regie             | Drehbuch                                 |
| --- | --------- | ------------------ | ------------------ | ----------------- | ---------------------------------------- |
| 139 | 1         | Danach             | 1. März 2024       | Verena S. Freytag | Silke Schwella, Stefanie Fies            |
| Gastdarsteller: Barbara Philipp, Mareike Zwahr, Meira Durand, Simon Eckert, Götz Schubert, Laurenz Laufenberg, Matthias Matschke                              |           |                    |                    |                   |                                          |
| 140 | 2         | Schutzlos          | 8. März 2024       | Verena S. Freytag | Alexander Seibt, Stefanie Fies           |
| Gastdarsteller: Sophie Paasch, Christian Erdmann, Anne Weinknecht, Aziz Dyab, Clara Vogt, Paolo Franco Gallio, Matthias Matschke                              |           |                    |                    |                   |                                          |
| 141 | 3         | Zimmertausch       | 15. März 2024      | Verena S. Freytag | Jens-Frederik Otto, Stefanie Fies        |
| Gastdarsteller: Kai Wiesinger, Maria Simon, Lisa Junick, Paula Kalenberg, Isabel Bongard, Cecil von Renner, Matthias Matschke                                 |           |                    |                    |                   |                                          |
| 142 | 4         | Märchenprinz       | 22. März 2024      | Jan Bauer         | Robert Hummel, Stefanie Fies             |
| Gastdarsteller: Anna Shirin Habedank, Rojan Juan Barani, Vivien Sczesny, Sanam Afrashteh, Daniel Krauss, Christoph Glaubacker, Aleksandra Odić, Franz Schmidt |           |                    |                    |                   |                                          |
| 143 | 5         | Luftschlösser      | 5. Apr. 2024       | Jan Bauer         | Jan Ricken, Robert Warich, Stefanie Fies |
| Gastdarsteller: Katharina Nesytowa, David Schütter, Andreas Anke, Michael Brandner, Zeynep Bozbay, David Hürten, Aleksandra Odić                              |           |                    |                    |                   |                                          |
| 144 | 6         | Die Jäger          | 12. Apr. 2024      | Jan Bauer         | Etienne Heimann, Stefanie Fies           |
| Gastdarsteller: Christoph Letkowski, Lisa Hrdina, Andreas Guenther, Jördis Richter, Tobias van Dieken, Andreas Dobberkau, Aleksandra Odić, Franz Schmidt      |           |                    |                    |                   |                                          |
| 145 | 7         | Zugehörig          | 19. Apr. 2024      | Thomas Nennstiel  | Stefanie Fies, Daniel Wolf               |
| Gastdarsteller: Cynthia Micas, Amir Hilel, Anja Antonowicz, Judy Winter, Lina Helfrich, Philipp A. Reinheimer, Muriel Bielenberg                              |           |                    |                    |                   |                                          |
| 146 | 8         | Bis aufs Blut      | 26. Apr. 2024      | Thomas Nennstiel  | Felix Mennen, Stefanie Wolf              |
| Gastdarsteller: Michelle Barthel, Vito Sack, Antonia Holfelder, Lina Helfrich, Max Bretschneider, Yvonne Yung Hee Bormann                                     |           |                    |                    |                   |                                          |
| 147 | 9         | Rückfall           | 3. Mai 2024        | Thomas Nennstiel  | Julia Klier, Stefanie Fies               |
| Gastdarsteller: Judith Neumann, Florian Bartholomäi, Tilla Kratochwil, Franziska Brandmeier, Lina Helfrich, Jakob D’Aprile, Lasse Lehmann                     |           |                    |                    |                   |                                          |
| 148 | 10        | Ausgeliefert       | 10. Mai 2024       | Bettina Braun     | Etienne Heimann, Stefanie Fies           |
| 149 | 11        | Das weiße Rauschen | 17. Mai 2024       | Bettina Braun     | Krystof Hybl, Anne Katrin Maschner       |
| 150 | 12        | Fallen Angels      | 24. Mai 2024       | Bettina Braun     | Gregor Eisenbeiss, Stefanie Fies         |

## Specials
| Nr. | Originaltitel        | Erstausstrahlung D | Regie         | Drehbuch                    |
| --- | -------------------- | ------------------ | ------------- | --------------------------- |
| 1   | Der Tod ist groß (1) | 9. Okt. 2021       | Peter Ladkani | Robert Hummel, Jan Cronauer |
| 2   | Der Tod ist groß (2) | 9. Okt. 2021       | Peter Ladkani | Robert Hummel, Jan Cronauer |